# Рябчинка
Рябчинка — посёлок в Искитимском районе Новосибирской области. Входит в состав Чернореченского сельсовета.

## География
Площадь посёлка — 214 гектар

## Население
| 2002 | 2007 | 2010 |
| ---- | ---- | ---- |
| 262  | ↗273 | ↘201 |

## Инфраструктура
В посёлке по данным на 2007 год функционируют 1 учреждение здравоохранения и 1 учреждение образования.